# Acquis-ul Schengen
     Spațiul Schengen
     State care trebuie să se alăture Spațiului Schengen

Harta statelor membre ale Spațiului Schengen
Spațiul Schengen
State care trebuie să se alăture Spațiului Schengen

Acquis-ul Schengen este un ansamblu de norme și reglementări, integrate în dreptul Uniunii Europene, care reglează zona denumită „Spațiu de libertate, securitate și justiție (ELSJ)”  și relațiile dintre statele care au semnat Convenția de la Schengen. ELSJ este adesea confundat cu Spațiul Schengen, primul desemnând libera circulație, iar al doilea desemnând măsurile de securitate luate în scopul asigurării liberei circulații.

## Definiție
Acquis-ul Schengen cuprinde:
- Acordul de la Schengen, semnat la 14 iunie 1985 de țările Benelux-ului, Germania și Franța;
- Convenția de la Schengen, pentru aplicarea Acordului de la Schengen, semnat la 19 iunie 1990;
- acordurile de aderare la Convenția de la Schengen de către Italia, Spania, Portugalia, Grecia, Austria, Danemarca, Finlanda și Suedia
- Deciziile Comitetului Executiv și ale Grupului Central.

## Istorie

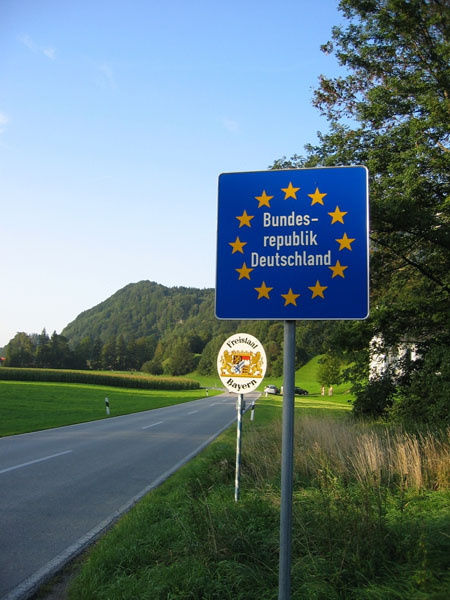
Un semn tipic Schengen la frontiera dintre Germania și Austria, care nu prevede puncte de control.

Acquis-ul Schengen este fondat pe Acordul de la Schengen (14 iunie 1985) și pe Convenția de aplicare a Acordului de la Schengen (19 iunie 1990), fiind semnat de către cele trei țări ale Benelux-ului, Germania și Franța.
Convenției i s-au alăturat apoi mai multe state membre ale Uniuni Europene: Italia (1990), Spania și Portugalia (1991),  Grecia (1992), Austria (1995), Danemarca, Finlanda și Suedia (1996).
Tratatul de la Amsterdam, care a intrat în vigoare la 1 mai 1999, a încorporat sistemul Schengen în Uniunea Europeană; cu Decizia 1999/435/CE a Consiliului Uniunii Europene din 20 mai 1999, prin lista elementelor care compun Acquis-ul Schengen.